# 大西若菜
大西 若菜（おおにし わかな、2002年9月9日 - ）は、東京都出身の女子サッカー選手。マイナビ仙台レディース所属。ポジションはフォワード。

## 経歴

### ユース
浦和レッズ・レディースの下部組織出身。同期に福田史織、河合野乃子、島田芽依などがいる。しかし浦和のトップチーム昇格はならず、高校卒業後は進学した日体大FIELDS横浜（現・日体大SMG横浜）では1年目ながら背番号9を背負い、開幕スタメンに抜擢。なでしこリーグでは14試合に出場した。2年次は開幕前に左膝前十字靭帯断裂・内側側副靭帯断裂の大怪我を負い丸々1年棒に振った。3年次も2023年6月に戦列復帰を果たしたものの、散発的な出場に終わった。

### シニア
2024年10月2日、マイナビ仙台レディースに特別指定選手として加入。加入後は1試合目から先発メンバーに入り、4試合目となるちふれASエルフェン埼玉戦にてWEリーグ初ゴールを挙げた。11月6日、翌年からの正式入団が決定。

## 所属クラブ
- 大沢FC
- 2015年 - 2017年 浦和レッドダイヤモンズレディースジュニアユース
- 2018年 - 2020年 浦和レッドダイヤモンズレディースユース
- 2021年 - 2024年 日体大FIELDS横浜/日体大SMG横浜
  - 2024年10月 - 2025年1月 マイナビ仙台レディース（特別指定選手）
- 2025年2月 - 現在 マイナビ仙台レディース

## 個人成績

### クラブ
| 国内大会個人成績 | 国内大会個人成績       | 国内大会個人成績 | 国内大会個人成績 | 国内大会個人成績 | 国内大会個人成績 | 国内大会個人成績 | 国内大会個人成績 | 国内大会個人成績 | 国内大会個人成績 | 国内大会個人成績 | 国内大会個人成績 |
| 年度             | クラブ                 | 背番号           | リーグ           | リーグ戦         | リーグ戦         | リーグ杯         | リーグ杯         | オープン杯       | オープン杯       | 期間通算         | 期間通算         |
| 年度             | クラブ                 | 背番号           | リーグ           | 出場             | 得点             | 出場             | 得点             | 出場             | 得点             | 出場             | 得点             |
| 日本             | 日本                   | 日本             | 日本             | リーグ戦         | リーグ戦         | リーグ杯         | リーグ杯         | 皇后杯           | 皇后杯           | 期間通算         | 期間通算         |
| ---------------- | ---------------------- | ---------------- | ---------------- | ---------------- | ---------------- | ---------------- | ---------------- | ---------------- | ---------------- | ---------------- | ---------------- |
| 2021             | 日体大FIELDS横浜       | 9                | なでしこ1部      | 14               | 2                | -                | -                | 1                | 0                | 15               | 2                |
| 2022             | 日体大SMG横浜          | 9                | なでしこ1部      | 0                | 0                | -                | -                | 0                | 0                | 0                | 0                |
| 2023             | 日体大SMG横浜          | 9                | なでしこ1部      | 4                | 0                | -                | -                | 0                | 0                | 4                | 0                |
| 2024             | 日体大SMG横浜          | 9                | なでしこ1部      | 10               | 0                | -                | -                | 0                | 0                | 10               | 0                |
| 2024-25          | マイナビ仙台レディース | 8                | WE               |                  |                  | 2                | 0                | -                | -                | 2                | 0                |
| 通算             | 日本                   | 日本             | 1部              | 0                | 0                | 2                | 0                | 0                | 0                | 2                | 0                |
| 通算             | 日本                   | 日本             | 2部              | 28               | 2                | 0                | 0                | 1                | 0                | 31               | 2                |
| 総通算           | 総通算                 | 総通算           | 総通算           | 28               | 2                | 2                | 0                | 1                | 0                | 33               | 2                |

1. ↑  2024年は特別指定選手

- 日本女子サッカーリーグ
  - 初出場 - 2021年3月28日 なでしこリーグ1部 第1節 オルカ鴨川FC戦 (鴨川市陸上競技場)[3]
  - 初得点 - 2021年4月11日 なでしこリーグ1部 第3節 コノミヤ・スペランツァ大阪高槻戦 (神奈川県立保土ケ谷公園サッカー場)[3]

- WEリーグ
  - 初出場 - 2024年10月5日 第4節 大宮アルディージャVENTUS戦 (ユアテックスタジアム仙台)[4]
  - 初得点 - 2024年11月2日 第7節 ちふれASエルフェン埼玉戦 (ユアテックスタジアム仙台)[4]

### 主な選出歴
- U-16日本女子代表
- U-17日本女子代表